# 諾貝爾委員會
諾貝爾委員會是負責評審諾貝爾獎得獎者大部分工作的工作單位。每個諾貝爾獎各有一個委員會負責，總共有五個。
負責其中四個獎項──物理學、化學、生理學或醫學、文學──的諾貝爾委員會，是其頒授機構──瑞典皇家科學院、卡羅琳學院、瑞典學院──內的工作單位。這四個諾貝爾委員會只負責提出得獎者的建議，而不作最終決定；物理學獎、化學獎和文學獎的得主由整個學院決定，醫學獎則由學院的50人大會決定。
諾貝爾和平獎由挪威諾貝爾委員會負責，但它具有不同地位，不僅是工作單位，而且有權力決定得獎者。
瑞典國家銀行紀念阿爾弗雷德·諾貝爾經濟學獎與五個諾貝爾獎的評選方法相同。

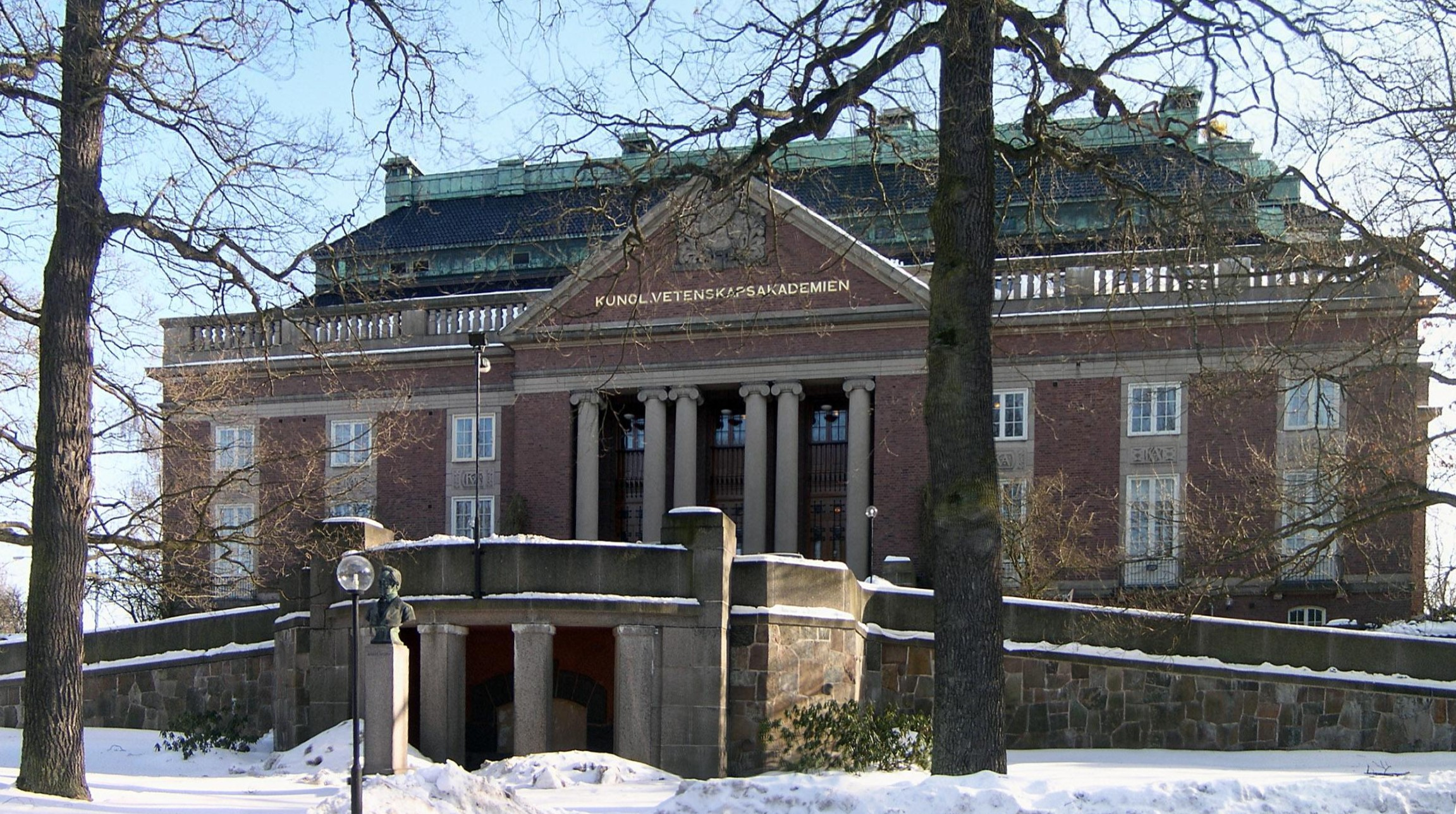
諾貝爾物理學和化學委員會，和經濟學獎委員會，設於瑞典皇家科學院
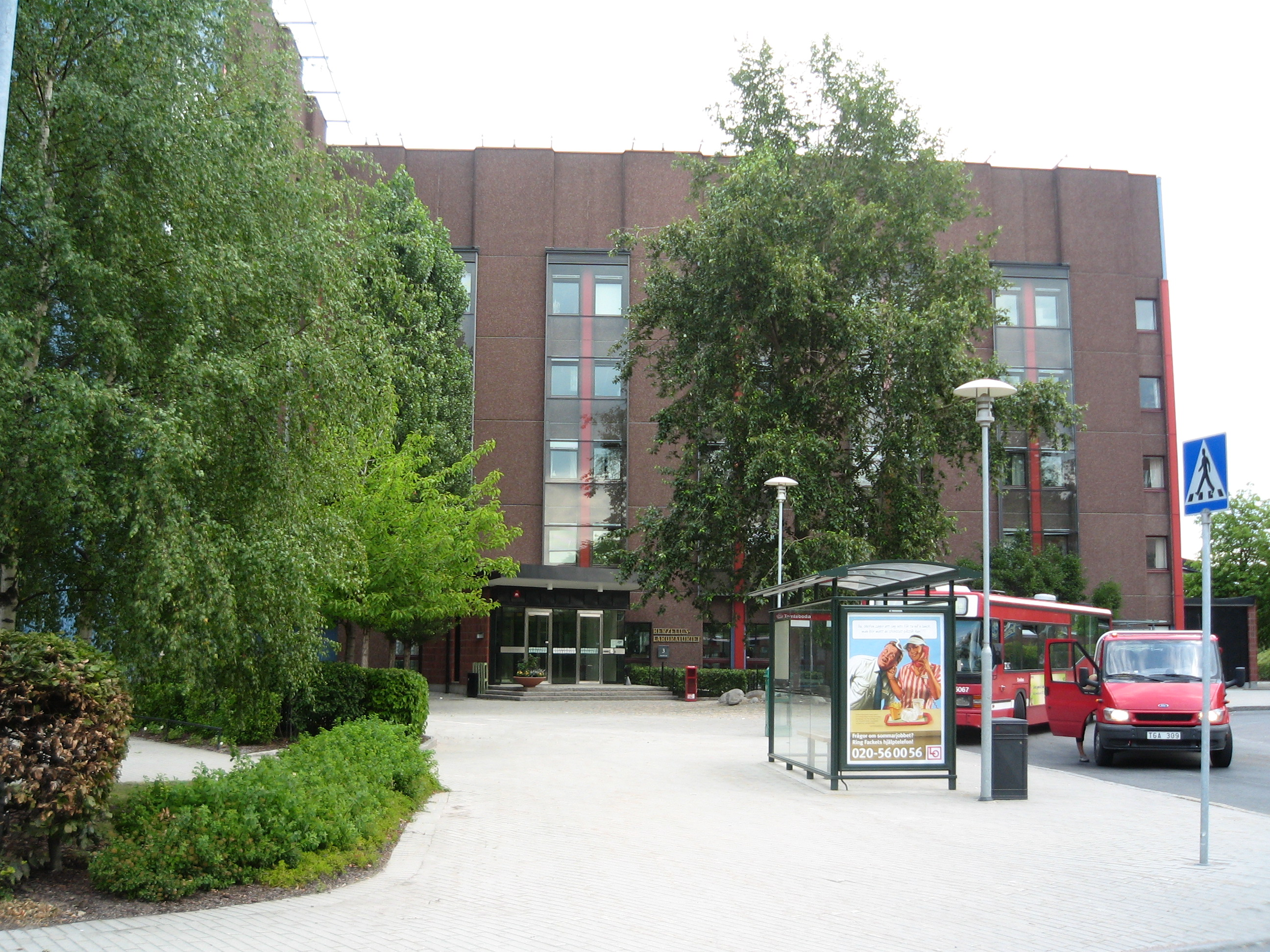
諾貝爾生理學或醫學委員會設於卡羅琳學院
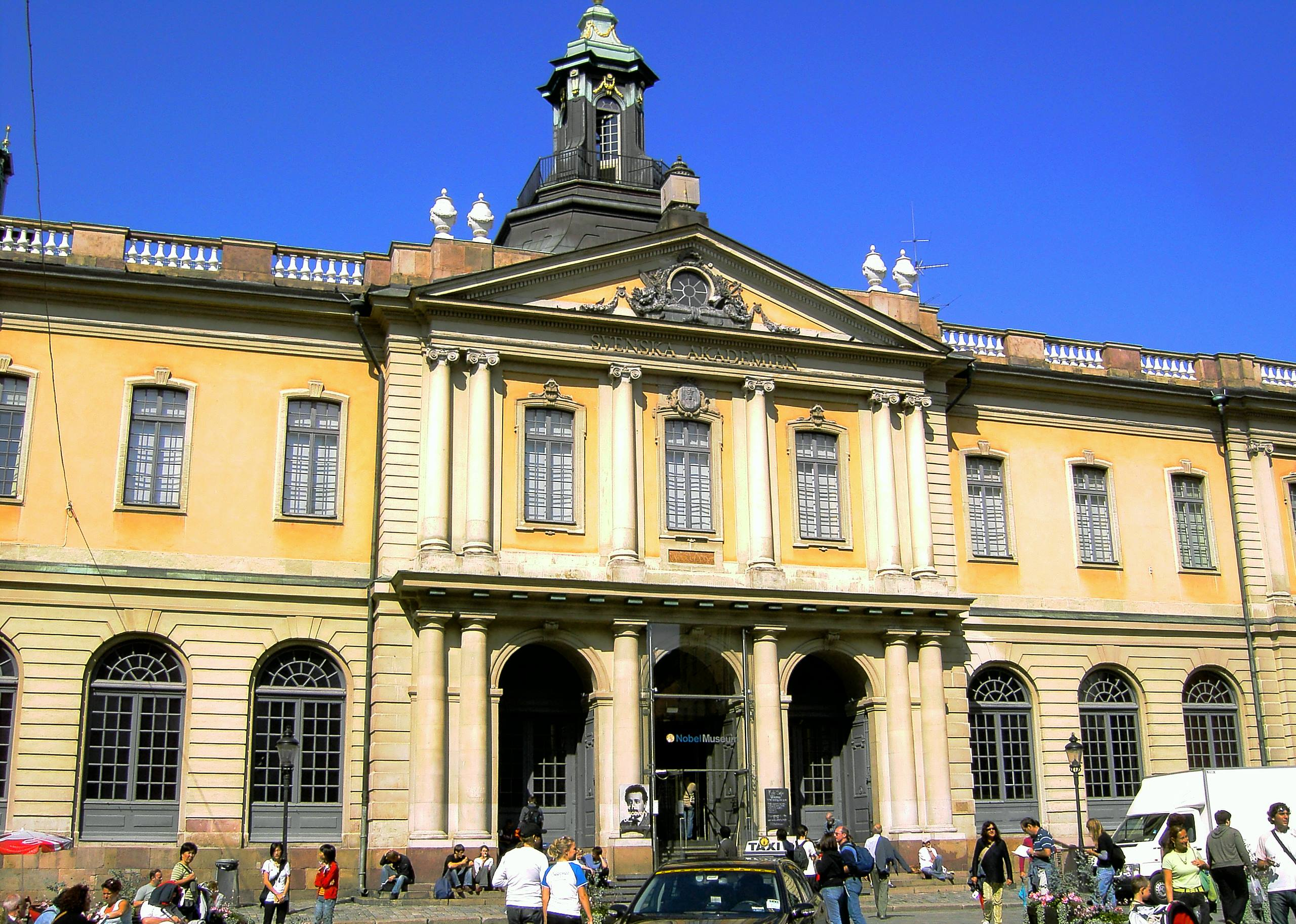
諾貝爾文學委員會設於瑞典學院
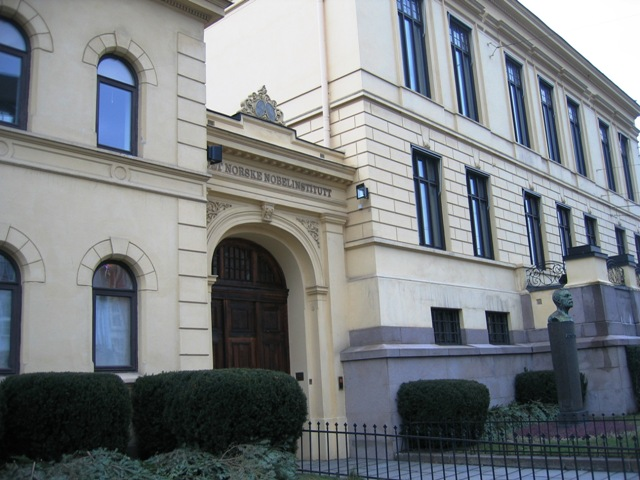
挪威議會任命的挪威諾貝爾委員會負責諾貝爾和平獎，設於挪威諾貝爾研究所